# بشرايا حمودي بيون
بشرايا حمودي بيون هو رئيس وزراء الجمهورية العربية الصحراوية الديمقراطية سابقا ويشغل حاليا ممثل جبهة البوليساريو في اسبانيا.

## المناصب التي تولاها
- 1993-1985 وزير التجارة
- 1995-1993 الوزير الأول
- 1999-1995 وزير الاقتصاد
- 2003-1999 الوزير الأول
- 2008-2003 والي ولاية السمارة
- 2008- 2016 ممثل البوليساريو لدى اسبانيا
- 2016_2020 سفير الصحراء الغربية لدى الجزائر
- 2020_الان الوزير الاول